# André Damseaux
André Damseaux (Verviers, 5 marzo 1937 – Verviers, 29 marzo 2007) è stato un politico belga.
Esponente del Movimento Riformatore, è stato europarlamentare e Ministro presidente della Vallonia.

## Biografia
André Damseaux nacque nel 1937. Nel 1961, conseguì una laurea in scienze diplomatiche all'Università di Liegi mentre tre anni dopo prese una laurea in scienze politiche alla stessa Università. La carriera politica di Damseaux cominciò nel 1965 quando entrò nel consiglio comunale di Verviers, dove rimase fino al 1999, diventando borgomastro della città nel 1989.
Nel 1971, Damseaux fu eletto al Parlamento federale del Belgio, in cui rieletto varie volte fino al 1999. Dal 1973 al 1974 fu presidente del Partito Riformatore Liberale in Vallonia. Nel 1977, entrò nel Parlamento europeo come delegato belga e nel 1979, fu eletto direttamente nello stesso consesso. Nel 1981, entrò nel governo vallone come Ministro delle Relazioni Esterne e supervisione dei comuni. Nello stesso anno, entrò nel Governo federale diventando Ministro dell'Istruzione Nazionale mentre l'anno dopo fu per nove mesi Ministro presidente della Vallonia. Nel 1987, Damseaux diede le dimissioni da Ministro dell'Istruzione Nazionale dopo diverse proteste alle sue riforme per la scuola.
Nel 2001, Damseaux entrò nel consiglio comunale della piccola cittadina di Jalhay. Morì il 29 marzo 2007 all'ospedale di Verviers dopo aver avuto un infarto.